# Ferme du Sougey
La ferme du Sougey est une ferme, du XVe siècle, qui se dresse sur le territoire de la commune française de Montrevel-en-Bresse, dans le département de l'Ain, en région Auvergne-Rhône-Alpes.
La ferme, emblème de la culture bressane, est classée aux monuments historiques.

## Localisation
La ferme est située sur la commune de Montrevel-en-Bresse, dans le département français de l'Ain.

## Historique
La ferme du Sougey est l'une des plus anciennes fermes de Bresse (XVe siècle).

## Description

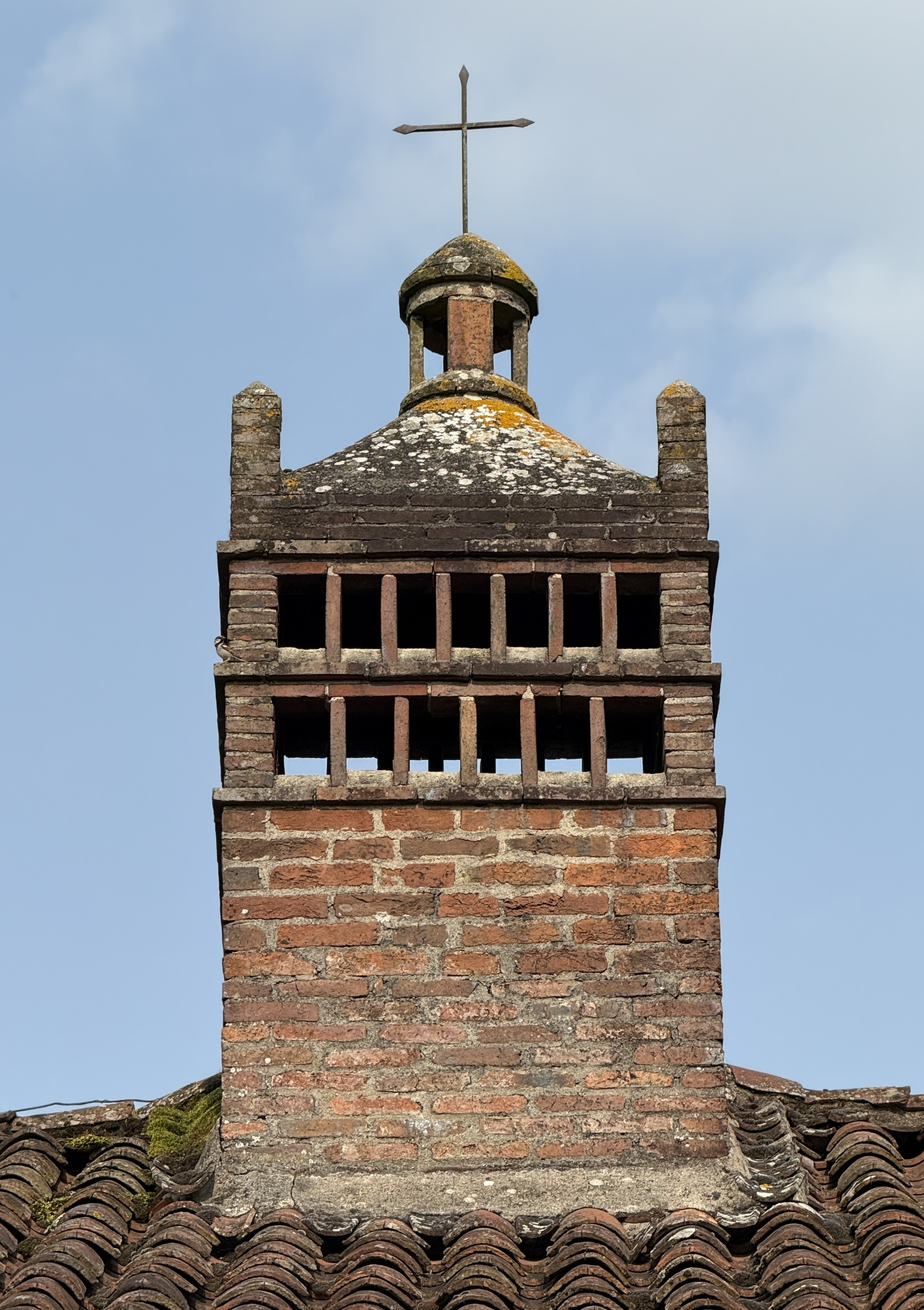
Mitre de la cheminée sarrasine.

La ferme est une maison en pans de bois comblés de torchis, couverte d'un toit de tuiles creuses et d'une cheminée sarrasine dotée d'une mitre en briques.

## Culture
L'association des Amis du Sougey et de la Bresse organise diverses manifestations sur ce site dont les bénéfices servent à entretenir et restaurer les bâtiments :
- un spectacle son et lumières qui se déroule tous les deux ou trois ans[2] ;
- un vide-grenier.

## Protection aux monuments historiques
La ferme de Sougey, avec sa cheminée sarrazine est classée au titre des monuments historiques par arrêté du 13 février 1946.